# Калиник Палеокрасас
Калиник (на гръцки: Καλλίνικος) е гръцки духовник, варненски (1882 - 1887), струмишки (1887 - 1892), коски (1887 - 1900), парамитийски и филятески митрополит (1900 - 1906) на Цариградската патриаршия.

## Биография
Роден е със светското име Палеокрасас (Παλαιοκρασάς) на Андрос. В 1873 година завършва Семинарията на Халки, като преди това е ръкоположен за дякон. Служи в Ксантийската митрополия и става неин пропосингел.
На 8 април 1880 година е избран за титулярен аргируполски епископ, викарий на Халкидонската митрополия срещу архидякона на Смирненската митрополия Стефан и архидякона на Митилинската митрополия Кирил. На 13 април 1880 година е ръкоположен в „Света Евфимия“ в Халкидон от митрополит Калиник Халкидонски в съслужение с митрополитите Александър Преспански и Калиник Дебърски и Велешки.
На 27 ноември 1882 година става варненски митрополит. По-късно на 13 октомври 1887 година оглавява Струмишката епархия. През юли 1892 година подава оставка и се оттегля в Цариград. На 1 юни 1893 година е избран за митрополит на Кос, а на 12 февруари 1900 година е преместен в Парамитийската и Филятеска епархия. Умира на 30 септември 1906 година в Превеза.